# Ceratogymna atrata
Ceratogymna atrata là một loài chim trong họ Bucerotidae.
Loài này được tìm thấy ở Angola, Cameroon, Cộng hòa Trung Phi, Cộng hòa Congo, Cộng hòa Dân chủ Congo, Bờ Biển Ngà, Guinea Xích Đạo, Gabon, Ghana, Guinea, Liberia, Nigeria, Sierra Leone, Nam Sudan, Togo và Uganda.

## Hình ảnh

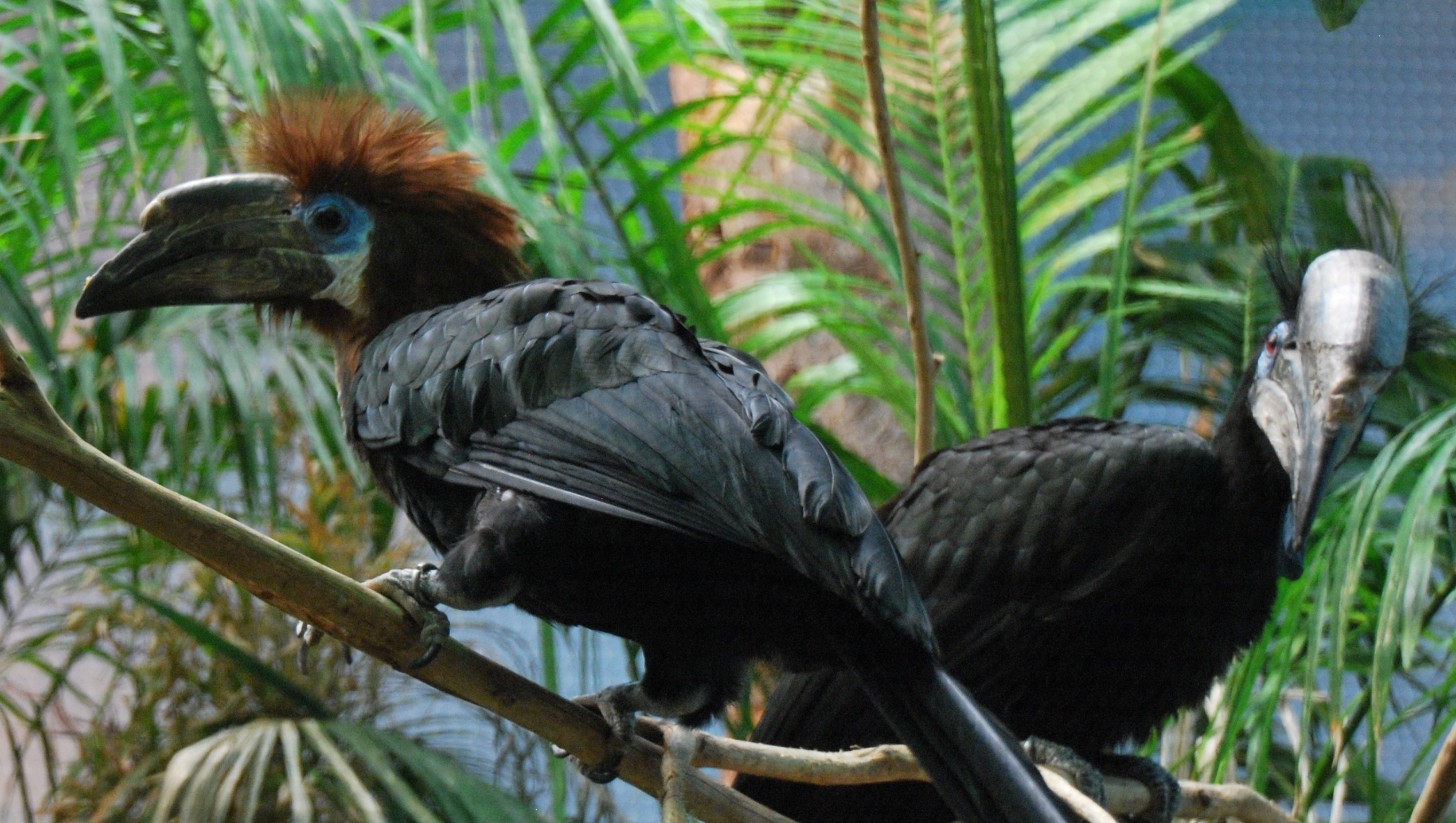
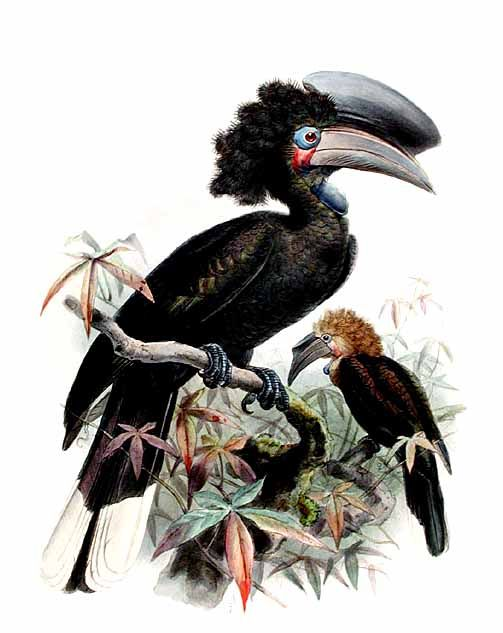